# Ceblurgus longipalpis
Ceblurgus longipalpis là một loài Hymenoptera trong họ Halictidae. Loài này được Urban & Moure mô tả khoa học năm 1993.